# Mosquée de Nambira
La mosquée de Nambira, aussi appelée Namboura missiri koro, est une mosquée située en Côte d'Ivoire à proximité de la ville de M'Bengué, dans le département du même nom. L'édifice est de style soudanais. Elle est classée au patrimoine mondial de l'UNESCO depuis 2021.

## Description du bâtiment
Le bâtiment, de style soudanais, se caractérise par sa construction en terre crue maçonnée, et ses contreforts volumineux agrémentés d'œufs d'autruches ou d'autres décorations. La mosquée est de forme carrée, et fait environ 9 mètres par 9 mètres.
Les espaces de prière sont constitués d'une seule salle centrale, divisée en deux parties, l'une pour les femmes, à l'est et l'autre pour les hommes, à l'ouest. Trois entrées suivant les points cardinaux permettent d'accéder à ces espaces. Un minaret adjacent à l'espace central abrite le mihrab.
Le bâtiment date, d'après son style, d'entre le XVIIe siècle et le XIXe siècle, époque à laquelle le style soudanais s'est répandu en Afrique du Nord et de l'Ouest. Seulement une vingtaine de mosquées possèdent ces caractéristiques architecturales en Côte d'Ivoire.

## Classement patrimonial
Le processus de classement au patrimoine mondial de l'UNESCO de la mosquée débute en mars 2015.
Le 27 juillet 2021, la 44e session de la Convention de l'UNESCO pour la protection du patrimoine annonce le classement de la mosquée de Nambira, en même temps que celui de huit autres mosquées du même style, situées dans le Nord de la Côte d'Ivoire, celles de Tengréla, de Kouto, de Sorobango, de Samatiguila, aussi appelée mosquée de Missiriba, celle de Kaouara, ainsi que la Grande mosquée de Kong et la Petite mosquée de Kong,.
Le Premier ministre ivoirien Patrick Achi salue la décision de l'UNESCO, parlant d' « un très grand jour pour notre culture et le rayonnement mondial de notre pays ».
Cette inscription permettrait au pays de valoriser son patrimoine architectural, et de développer le tourisme autour de ces sites classés.